# Церекало (лист 1893)
Церекало: лист за шалу је српски лист који је излазио у Београду од 1. јануара 1893. до 1893. године.

## Историја
Лист је покренуо Брана Ђ. Цветковић. У то време Брана Цветковић био је ђак реалке, тако да овај лист припада ђачкој периодици, руком писан.  Лист је у целини његово ауторско дело. Брана Цветковић се у овом листу афирмисао као карикатуриста, хумориста и сатиричар. Лист је литографисан.

### Опис часописа
У централном делу заглавља, правоугаоног облика налази се илустрација човека који је обучен у фрак, носи кратке панталоне и у десној руци држи цилиндар, док левом руком показује на себе и грохотом се смеје. 
Карикатуре, било оне вербалне или визуелне опомињале су : чиновнике, војску, школу, учитеље, глумце....

### Периодичност излажења
Нема података о периодичности излажења листа Церекало, а уместо њих долази пригодан текст у шаљивом тону:
```
Овај лист излази 
Како-када може-
изаћи ће кад га 
уредници сложе!  
А пошто се не зна
Докле ће да траје
Зато лист се овај
Само на број даје!
```

### Рубрике
- Занимање чиновника
- Страх  од  председника.  Једна  слика  из  живота  званичника
- Војнички позив
- Школски систем
- Универзални насљедник
- Гимнастика примењена у љубавном животу

Рубрике  су  потписиване  разним  псеудонимима.Брана Цветковић као домишљат и духовит човек, смислио је следеће псеудониме: Б. Ђ. Ц. Др. Константино-полити... фајфалиновић; Ј.; Јуф.; Хербитанга.; Јоаким.; Проф. Акростих.; Барон фон Ћеленак.; Мил–Мил.; С. Б. Пијук Ћускијић; %; Штефи.; Цу-бок.; Штефи.; Др. Субординација.; Гроф фон Ћепич.; Дембел Ништара-дић.; Акакије; i–i.; Мученица Ђувендија; Проф. Метаморфоза.

### Одговори уредништва
```
Б
рој први ко узме

А
ли пошто плати

Т
оме ћемо други

А
јд баш "муфте" дати

Л
еп је ово дар

И
 добар је ћар!
```

### Сарадници
Псеудоними нам наговештавају да су сарадници листа највероватније били:
- Васа Крстић (Др. Казбулбуц, псеудоним)
- Васа Ђема (Шунтеј, псеудоним)

## Тематика листа
Лист Церекало бавио се општим и друштвеним темама, типизираним друштвеним категоријама и занимањима обичног човека Београда и његове периферије.

## Галерија
- Церекало, број 1, од 1. јануара 1893. године, стр.2
- Церекало, број 1, од 1. јануара 1893. године, стр.3
- Церекало, број 1, од 1. јануара 1893. године, стр.5
- Церекало, број 1, од 1. јануара 1893. године, стр.8